# Lac Ennadai
Le lac Ennadai est un lac situé dans la région de Kivalliq au Nunavut (Canada).

## Faune
La forêt aux environs du lac Ennadai compte quelques épinettes noires et mélèzes laricins. Ces arbres mesurent généralement moins d'un ou deux mètres.

## Climat
| Mois                                  | jan.       | fév.       | mars       | avril      | mai        | juin      | jui.      | août      | sep.       | oct.       | nov.       | déc.       | année      |
| ------------------------------------- | ---------- | ---------- | ---------- | ---------- | ---------- | --------- | --------- | --------- | ---------- | ---------- | ---------- | ---------- | ---------- |
| Température minimale moyenne (°C)     | −31,2      | −30,2      | −26,2      | −17,5      | −7,4       | 3,7       | 9,3       | 8,1       | 2,3        | −6,8       | −19,8      | −28,4      | −12        |
| Température moyenne (°C)              | −27,6      | −26,2      | −21,3      | −12,3      | −3,1       | 9         | 14,1      | 12,1      | 5,6        | −4,2       | −16,1      | −24,7      | −7,9       |
| Température maximale moyenne (°C)     | −23,4      | −22,1      | −16,6      | −7,2       | 1,3        | 14,3      | 18,8      | 16,1      | 9          | −1,5       | −12,4      | −20,9      | −3,7       |
| Record de froid (°C) date du record   | −49,4 1966 | −50,3 1979 | −45,6 1955 | −38,3 1962 | −29,3 1979 | −8,6 2000 | −1,1 1978 | −1,7 1976 | −11,1 1965 | −34,7 1978 | −42,5 1978 | −48,1 1996 | −50,3 1979 |
| Record de chaleur (°C) date du record | 1 2003     | 0,6 1954   | 4,7 1999   | 15,3 2006  | 26,2 2003  | 30,7 2013 | 31,7 1961 | 29,9 2008 | 26,7 1967  | 18,7 2008  | 4,4 1969   | 2,7 1997   | 31,7 1961  |
| Précipitations (mm)                   | 6,9        | 6          | 12,3       | 12         | 13,5       | 28,8      | 37,6      | 46,4      | 31,1       | 16,4       | 10         | 8,9        | 229,8      |
| dont neige (cm)                       | 9,6        | 6,3        | 11,9       | 14,4       | 9,1        | 4,5       | 0         | 0         | 9,8        | 25,2       | 16,3       | 12,7       | 119,9      |

| Diagramme climatique                                  |             |                |             |             |             |             |             |          |              |              |               |
| J                                                     | F           | M              | A           | M           | J           | J           | A           | S        | O            | N            | D             |
| −23,4−31,26,9                                         | −22,1−30,26 | −16,6−26,212,3 | −7,2−17,512 | 1,3−7,413,5 | 14,33,728,8 | 18,89,337,6 | 16,18,146,4 | 92,331,1 | −1,5−6,816,4 | −12,4−19,810 | −20,9−28,48,9 |
| Moyennes : • Temp. maxi et mini °C • Précipitation mm |             |                |             |             |             |             |             |          |              |              |               |